# Peter Daltrey
Peter James Daltrey (* 25. březen 1946, Londýn, Anglie, Spojené království) je britský rockový hudebník, známý jako zpěvák a skladatel ve skupinách Kaleidoscope a Fairfield Parlour, také hrál měl svoji sólovou kariéru.